# حجة السؤال المفتوح

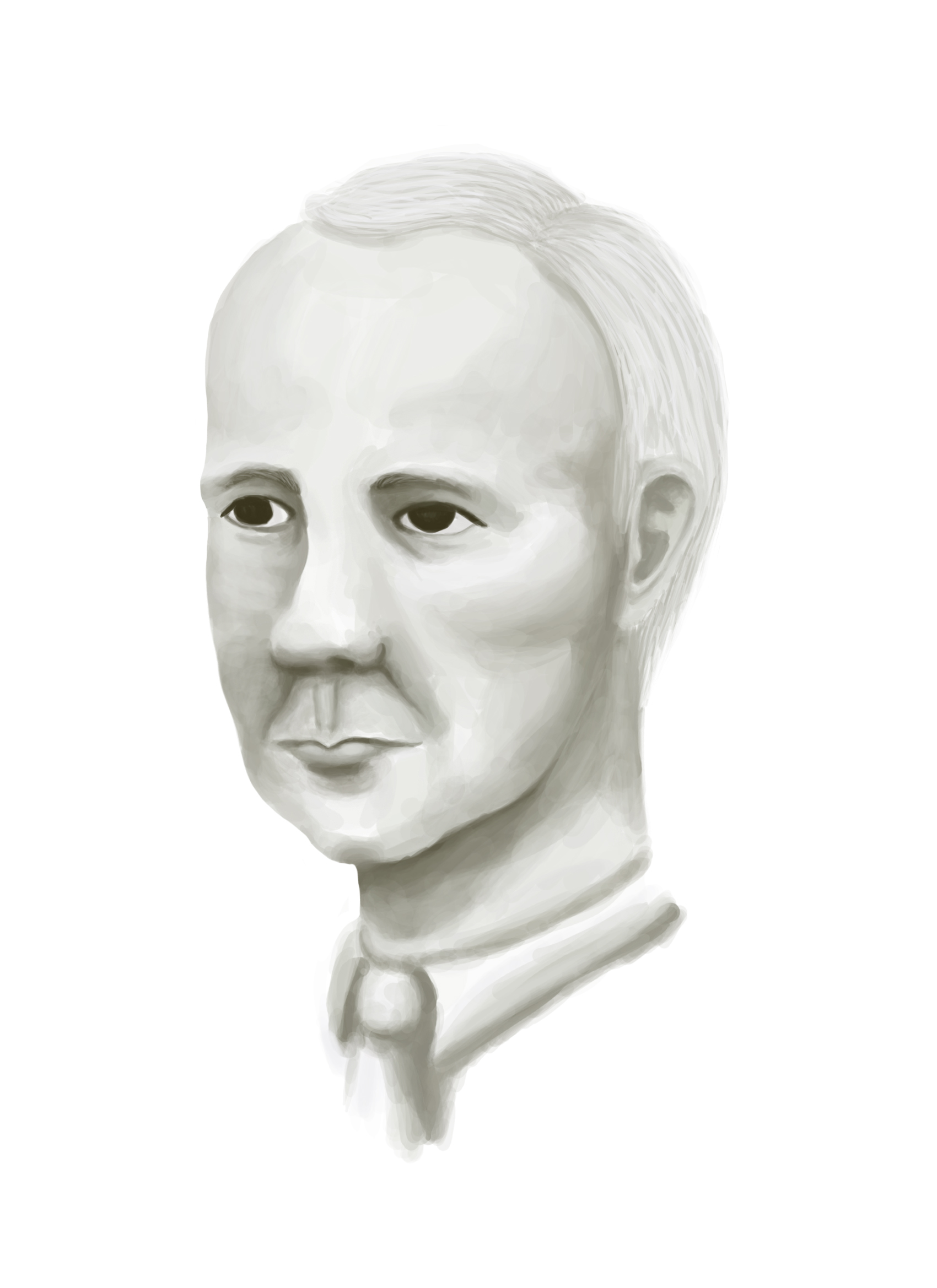

حجة السؤال المفتوح هو الحجة الفلسفية التي طرحها الفيلسوف البريطاني جورج إدوارد مور في §13 من كتابه المبادئ الأخلاقية (1903)، لدحض مساواة خاصية الخير مع بعض خاصية غير أخلاقية، يشار إليها بحرف س، سواء كانت س طبيعية (مثل اللذة) أو فوق طبيعية (على سبيل المثال أمر الله). بمعنى أن حجة مور تحاول إظهار أنه لا توجد خاصية أخلاقية مماثلة للخواص الطبيعية. تأخذ الحجة شكل النفي التالي (modus tollens) بالقياس المنطقي:
- المقدمة 1: إذا كانت س (مكافئة تحليليًا لما هو) الخير، فإن السؤال «هل صحيح أن س هو الخير؟» بلا معنى.
- المقدمة 2: السؤال «هل صحيح أن س خير؟» ليس بلا معنى (أي إنه سؤال مفتوح).
- النتيجة: س ليست (مكافئة تحليليًا) لما هو خيراً.

نوع السؤال الذي يشير إليه مور في هذه الحجة هو سؤال الهوية، «هل صحيح أن س هي ص ؟» مثل هذا السؤال هو سؤال مفتوح إذا كان بإمكان المتحدث المختص من الناحية النظرية التشكيك في ذلك؛ وإلا فإن السؤال مغلق. على سبيل المثال، «أعرف أنه نباتي، لكن هل يأكل اللحم؟» سيكون سؤال مغلق. ومع ذلك، «أنا أعرف أنها ممتعة، ولكن هل هي خير؟» سؤال مفتوح لا يمكن استخلاص السؤال من المصطلحات المفاهيمية وحدها.
تزعم حجة السؤال المفتوح أن أي محاولة لتحديد الأخلاق مع مجموعة من الخصائص الطبيعية يمكن ملاحظتها ستكون دائمًا مسألة مفتوحة (على سبيل المثال، على سبيل المثال، حصان، يمكن تعريفه من حيث الخصائص القابلة للملاحظة). وجادل مور أيضًا بأنه إذا كان هذا صحيحًا، فلا يمكن اختزال الحقائق الأخلاقية إلى خصائص طبيعية، وبالتالي فإن الطبيعة الأخلاقية خاطئة. بعبارة أخرى، ما يقوله مور هو أن أي محاولة لتعريف الخير فيما يتعلق بالخواص الطبيعية تفشل لأن كل التعاريف يمكن أن تتحول إلى أسئلة مغلقة (الموضوع والمتوقع أن يكونا متطابقين من حيث المفهوم؛ ويعطى باللغة نفسها أن المصطلحين يعني نفس الشيء)؛ ومع ذلك، فإن كل التعاريف الطبيعية المزعومة للخير قابلة للتحويل إلى أسئلة مفتوحة. لا يزال من المثير للجدل ما إذا كان الخير هو نفس الشيء مثل اللذة، إلخ. قبل فترة وجيزة (في القسم 11)، قال مور إذا تم تعريف الخير على أنه اللذة (أو أي خاصية طبيعية أخرى) قد يتم استبدال «الخير» بكلمة «اللذة» في أي مكان يحدث. ومع ذلك، فإن «اللذة خير» هو بيان مفيد؛ لكن «الخير خير» (بعد إجراء الاستبدال) هو عبارة عن حشو تكراري غير مفيد.

## اعتراضات وردود